# Europese kampioenschappen kortebaanzwemmen 2007
De Europese kampioenschappen kortebaanzwemmen 2007 werden van 13 tot en met 16 december georganiseerd in het Hongaarse Debrecen.

## Uitslagen

### Mannen

#### 50 meter vrije slag
| rang   | naam            | land | tijd  |
| ------ | --------------- | ---- | ----- |
| Goud   | Stefan Nystrand | SWE  | 21,11 |
| Zilver | Duje Draganja   | CRO  | 21,53 |
| Brons  | Alain Bernard   | FRA  | 21,57 |

#### 100 meter vrije slag
| rang   | naam            | land | tijd  |
| ------ | --------------- | ---- | ----- |
| Goud   | Alain Bernard   | FRA  | 46,39 |
| Zilver | Stefan Nystrand | SWE  | 46,73 |
| Brons  | Filippo Magnini | ITA  | 46,90 |

#### 200 meter vrije slag
| rang   | naam               | land | tijd    |
| ------ | ------------------ | ---- | ------- |
| Goud   | Filippo Magnini    | ITA  | 1.43,50 |
| Zilver | Paul Biedermann    | GER  | 1.43,60 |
| Brons  | Paweł Korzeniowski | POL  | 1.44,05 |

#### 400 meter vrije slag
| rang   | naam               | land | tijd    |
| ------ | ------------------ | ---- | ------- |
| Goud   | Paweł Korzeniowski | POL  | 3.38,72 |
| Zilver | Paul Biedermann    | GER  | 3.38,76 |
| Brons  | Gergo Kis          | HUN  | 3.39,52 |

#### 1500 meter vrije slag
| rang   | naam                 | land | tijd     |
| ------ | -------------------- | ---- | -------- |
| Goud   | Mateusz Sawrymowicz  | POL  | 14.24,54 |
| Zilver | Gergo Kis            | HUN  | 14.29,58 |
| Brons  | Federico Colbertaldo | ITA  | 14.31,31 |

#### 50 meter rugslag
| rang   | naam              | land | tijd  |
| ------ | ----------------- | ---- | ----- |
| Goud   | Thomas Rupprath   | GER  | 23,43 |
| Zilver | Helge Meeuw       | GER  | 23,59 |
| Brons  | Aschwin Wildeboer | ESP  | 23,75 |

#### 100 meter rugslag
| rang   | naam             | land | tijd  |
| ------ | ---------------- | ---- | ----- |
| Goud   | Stanislav Donets | RUS  | 50,61 |
| Zilver | Markus Rogan     | AUT  | 51,12 |
| Brons  | Helge Meeuw      | GER  | 51,56 |

#### 200 meter rugslag
| rang   | naam              | land | tijd         |
| ------ | ----------------- | ---- | ------------ |
| Goud   | Markus Rogan      | AUT  | 1.49,86 (ER) |
| Zilver | Stanislav Donets  | RUS  | 1.51,94      |
| Brons  | Aschwin Wildeboer | ESP  | 1.52,12      |

#### 50 meter schoolslag
| rang   | naam               | land | tijd  |
| ------ | ------------------ | ---- | ----- |
| Goud   | Oleg Lisogor       | UKR  | 26,75 |
| Zilver | Aleksander Hetland | NOR  | 26,95 |
| Brons  | Alessandro Terrin  | ITA  | 27,09 |

#### 100 meter schoolslag
| rang  | naam               | land | tijd  |
| ----- | ------------------ | ---- | ----- |
| Goud  | Grigory Falko      | RUS  | 58,57 |
| Goud  | Ihor Borysyk       | UKR  | 58,57 |
| Brons | Mihail Aleksandrov | BUL  | 58,75 |

#### 200 meter schoolslag
| rang   | naam               | land | tijd         |
| ------ | ------------------ | ---- | ------------ |
| Goud   | Dániel Gyurta      | HUN  | 2.05,49 (ER) |
| Zilver | Paolo Bossini      | ITA  | 2.05,82      |
| Brons  | Mihail Aleksandrov | BUL  | 2.06,91      |

#### 50 meter vlinderslag
| rang   | naam                | land | tijd  |
| ------ | ------------------- | ---- | ----- |
| Goud   | Milorad Čavić       | SRB  | 22,89 |
| Zilver | Jevgeni Korotysjkin | RUS  | 22,90 |
| Brons  | Johannes Dietrich   | GER  | 22,94 |

#### 100 meter vlinderslag
| rang   | naam                | land | tijd  |
| ------ | ------------------- | ---- | ----- |
| Goud   | Milorad Čavić       | SRB  | 50,53 |
| Zilver | Jevgeni Korotysjkin | RUS  | 50,59 |
| Brons  | Peter Mankoč        | SLO  | 50,62 |

#### 200 meter vlinderslag
| rang   | naam               | land | tijd    |
| ------ | ------------------ | ---- | ------- |
| Goud   | László Cseh        | HUN  | 1.51,55 |
| Zilver | Paweł Korzeniowski | POL  | 1.51,61 |
| Brons  | Ioannis Drymonakos | GRE  | 1.54,28 |

#### 100 meter wisselslag
| rang   | naam            | land | tijd  |
| ------ | --------------- | ---- | ----- |
| Goud   | Peter Mankoč    | SLO  | 52,88 |
| Zilver | Thomas Rupprath | GER  | 53,46 |
| Brons  | Sergej Fesikov  | RUS  | 54,12 |

#### 200 meter wisselslag
| rang   | naam               | land | tijd         |
| ------ | ------------------ | ---- | ------------ |
| Goud   | László Cseh        | HUN  | 1.52,99 (WR) |
| Zilver | Saša Imprić        | CRO  | 1.57,48      |
| Brons  | Alexander Tikhonov | RUS  | 1.57,59      |

#### 400 meter wisselslag
| rang   | naam               | land | tijd         |
| ------ | ------------------ | ---- | ------------ |
| Goud   | László Cseh        | HUN  | 3.59,33 (WR) |
| Zilver | Luca Marin         | ITA  | 4.04,10      |
| Brons  | Ioannis Drymonakos | GRE  | 4.05,08      |

#### 4x50 meter vrije slag
| rang   | naam                                                            | land | tijd         |
| ------ | --------------------------------------------------------------- | ---- | ------------ |
| Goud   | Petter Stymne Marcus Piehl Per Nylin Stefan Nystrand            | SWE  | 1.24,19 (WR) |
| Zilver | Antoine Galavtine Alain Bernard David Maitre Amaury Leveaux     | FRA  | 1.24,98      |
| Brons  | Steffen Deibler Stefan Herbst Johannes Dietrich Thomas Rupprath | GER  | 1.26,46      |

#### 4x50 wisselslag
| rang   | naam                                                                  | land | tijd    |
| ------ | --------------------------------------------------------------------- | ---- | ------- |
| Goud   | Thomas Rupprath Markus Deibler Johannes Dietrich Steffen Deibler      | GER  | 1.34,39 |
| Zilver | Stanislav Donets Dmitri Komornikov Jevgeni Korotysjkin Sergej Fesikov | RUS  | 1.34,99 |
| Brons  | Nick Driebergen Robin van Aggele Bastiaan Tamminga Mitja Zastrow      | NED  | 1.35,35 |

### Vrouwen

#### 50 meter vrije slag
| rang   | naam                | land | tijd  |
| ------ | ------------------- | ---- | ----- |
| Goud   | Marleen Veldhuis    | NED  | 23,77 |
| Zilver | Britta Steffen      | GER  | 23,80 |
| Brons  | Hinkelien Schreuder | NED  | 24,29 |

#### 100 meter vrije slag
| rang   | naam             | land | tijd  |
| ------ | ---------------- | ---- | ----- |
| Goud   | Britta Steffen   | GER  | 52,20 |
| Zilver | Marleen Veldhuis | NED  | 52,30 |
| Brons  | Josefin Lillhage | SWE  | 52,84 |

#### 200 meter vrije slag
| rang   | naam             | land | tijd    |
| ------ | ---------------- | ---- | ------- |
| Goud   | Josefin Lillhage | SWE  | 1.53,55 |
| Zilver | Laure Manaudou   | FRA  | 1.54,15 |
| Brons  | Coralie Balmy    | FRA  | 1.54,43 |

#### 400 meter vrije slag
| rang   | naam                | land | tijd    |
| ------ | ------------------- | ---- | ------- |
| Goud   | Laure Manaudou      | FRA  | 3.57,43 |
| Zilver | Federica Pellegrini | ITA  | 4.00,78 |
| Brons  | Ágnes Mutina        | HUN  | 4.02,35 |

#### 800 meter vrije slag
| rang   | naam                    | land | tijd    |
| ------ | ----------------------- | ---- | ------- |
| Goud   | Lotte Friis             | DEN  | 8.12,27 |
| Zilver | Erika Villaecija Garcia | ESP  | 8.12,40 |
| Brons  | Alessia Filippi         | ITA  | 8.12,84 |

#### 50 meter rugslag
| rang   | naam               | land | tijd       |
| ------ | ------------------ | ---- | ---------- |
| Goud   | Sanja Jovanović    | CRO  | 26,50 (WR) |
| Zilver | Janine Pietsch     | GER  | 27,11      |
| Brons  | Fabienne Nadarajah | AUT  | 27,50      |

#### 100 meter rugslag
| rang   | naam            | land | tijd       |
| ------ | --------------- | ---- | ---------- |
| Goud   | Laure Manaudou  | FRA  | 57,34 (ER) |
| Zilver | Sanja Jovanović | CRO  | 57,94      |
| Brons  | Janine Pietsch  | GER  | 58,15      |

#### 200 meter rugslag
| rang   | naam               | land | tijd    |
| ------ | ------------------ | ---- | ------- |
| Goud   | Anja Carman        | SLO  | 2.05,20 |
| Zilver | Esther Baron       | FRA  | 2.05,57 |
| Brons  | Irina Amsjennikova | UKR  | 2.05,98 |

#### 50 meter schoolslag
| rang  | naam            | land | tijd  |
| ----- | --------------- | ---- | ----- |
| Goud  | Joelia Jefimova | RUS  | 30,33 |
| Goud  | Janne Schäfer   | GER  | 30,33 |
| Brons | Sarah Poewe     | GER  | 30,89 |

#### 100 meter schoolslag
| rang   | naam              | land | tijd         |
| ------ | ----------------- | ---- | ------------ |
| Goud   | Joelia Jefimova   | RUS  | 1.04,95 (ER) |
| Zilver | Mirna Jukić       | AUT  | 1.06,57      |
| Brons  | Jelena Bogomazova | RUS  | 1.06,72      |

#### 200 meter schoolslag
| rang   | naam            | land | tijd         |
| ------ | --------------- | ---- | ------------ |
| Goud   | Joelia Jefimova | RUS  | 2.19,08 (ER) |
| Zilver | Mirna Jukić     | AUT  | 2.20,92      |
| Brons  | Anne Poleska    | GER  | 2.22,66      |

#### 50 meter vlinderslag
| rang   | naam                  | land | tijd  |
| ------ | --------------------- | ---- | ----- |
| Goud   | Anna-Karin Kammerling | SWE  | 25,70 |
| Zilver | Inge Dekker           | NED  | 25,74 |
| Brons  | Hinkelien Schreuder   | NED  | 25,90 |

#### 100 meter vlinderslag
| rang   | naam               | land | tijd  |
| ------ | ------------------ | ---- | ----- |
| Goud   | Inge Dekker        | NED  | 56,82 |
| Zilver | Alena Poptsjanka   | FRA  | 57,55 |
| Brons  | Otylia Jędrzejczak | POL  | 58,40 |

#### 200 meter vlinderslag
| rang   | naam               | land | tijd         |
| ------ | ------------------ | ---- | ------------ |
| Goud   | Otylia Jędrzejczak | POL  | 2.03,53 (WR) |
| Zilver | Emese Kovács       | HUN  | 2.05,41      |
| Brons  | Annika Mehlhorn    | GER  | 2.06,53      |

#### 100 meter wisselslag
| rang   | naam                 | land | tijd    |
| ------ | -------------------- | ---- | ------- |
| Goud   | Hanna-Maria Seppälä  | FIN  | 1.00,23 |
| Zilver | Aleksandra Urbanczyk | POL  | 1.00,53 |
| Brons  | Sophie de Ronchi     | FRA  | 1.00,66 |

#### 200 meter wisselslag
| rang   | naam                 | land | tijd    |
| ------ | -------------------- | ---- | ------- |
| Goud   | Camille Muffat       | FRA  | 2.09,05 |
| Zilver | Katarzyna Baranowska | POL  | 2.09,25 |
| Brons  | Evelyn Verrasztó     | HUN  | 2.09,83 |

#### 400 meter wisselslag
| rang   | naam            | land | tijd    |
| ------ | --------------- | ---- | ------- |
| Goud   | Alessia Filippi | ITA  | 4.30,46 |
| Zilver | Mireia Belmonte | ESP  | 4.31,06 |
| Brons  | Camille Muffat  | FRA  | 4.31,38 |

#### 4x50 meter vrije slag
| rang   | naam                                                                    | land | tijd         |
| ------ | ----------------------------------------------------------------------- | ---- | ------------ |
| Goud   | Inge Dekker Hinkelien Schreuder Ranomi Kromowidjojo Marleen Veldhuis    | NED  | 1.34,82 (WR) |
| Zilver | Britta Steffen Dorothea Brandt Petra Dallmann Meike Freitag             | GER  | 1.36,74      |
| Brons  | Claire Hedenskog Anna-Karin Kammerling Josefin Lillhage Magdalena Kuras | SWE  | 1.36,81      |

#### 4x50 wisselslag
| rang   | naam                                                                    | land | tijd         |
| ------ | ----------------------------------------------------------------------- | ---- | ------------ |
| Goud   | Janine Pietsch Janne Schäfer Annika Mehlhorn Britta Steffen             | GER  | 1.46,67 (WR) |
| Zilver | Magdalena Kuras Hanna Westrin Anna-Karin Kammerling Josefin Lillhage    | SWE  | 1.48,07      |
| Brons  | Laure Manaudou Anne-Sophie Le Paranthoen Alena Poptsjanka Malia Metella | FRA  | 1.48,39      |

## Medailleklassement
| Plaats | Land        | Goud | Zilver | Brons | Totaal |
| 1      | Duitsland   | 5    | 7      | 7     | 19     |
| 2      | Rusland     | 5    | 4      | 3     | 12     |
| 3      | Frankrijk   | 4    | 4      | 5     | 13     |
| 4      | Hongarije   | 4    | 2      | 3     | 9      |
| 5      | Zweden      | 4    | 2      | 2     | 8      |
| 6      | Polen       | 3    | 3      | 2     | 8      |
| 7      | Nederland   | 3    | 2      | 3     | 8      |
| 8      | Italië      | 2    | 3      | 4     | 9      |
| 9      | Oekraïne    | 2    | 0      | 1     | 3      |
| 9      | Slovenië    | 2    | 0      | 1     | 3      |
| 11     | Servië      | 2    | 0      | 0     | 2      |
| 12     | Oostenrijk  | 1    | 3      | 1     | 5      |
| 13     | Kroatië     | 1    | 3      | 0     | 4      |
| 14     | Denemarken  | 1    | 0      | 0     | 1      |
| 14     | Finland     | 1    | 0      | 0     | 1      |
| 16     | Spanje      | 0    | 2      | 2     | 4      |
| 17     | Noorwegen   | 0    | 1      | 0     | 1      |
| 18     | Bulgarije   | 0    | 0      | 2     | 2      |
| 18     | Griekenland | 0    | 0      | 2     | 2      |
| Totaal | Totaal      | 40   | 36     | 38    | 114    |

## Records

### Wereldrecords mannen
| Discipline            | Zwemmer                                              | Land | Tijd    |
| --------------------- | ---------------------------------------------------- | ---- | ------- |
| 200 meter wisselslag  | László Cseh                                          | HUN  | 1.52,99 |
| 400 meter wisselslag  | László Cseh                                          | HUN  | 3.59,33 |
| 4x50 meter vrije slag | Petter Stymne Marcus Piehl Per Nylin Stefan Nystrand | SWE  | 1.24,19 |

### Wereldrecords vrouwen
| Discipline            | Zwemmer                                                              | Land | Tijd    |
| --------------------- | -------------------------------------------------------------------- | ---- | ------- |
| 200 meter vlinderslag | Otylia Jędrzejczak                                                   | POL  | 2.03,53 |
| 50 meter rugslag      | Sanja Jovanović                                                      | CRO  | 26,50   |
| 4x50 meter vrije slag | Inge Dekker Hinkelien Schreuder Ranomi Kromowidjojo Marleen Veldhuis | NED  | 1.34,82 |
| 4x50 meter wisselslag | Janine Pietsch Janne Schäfer Annika Mehlhorn Britta Steffen          | GER  | 1.46,67 |

Langebaan (50 meter):

Boedapest 1926 · 
Bologna 1927 · 
Parijs 1931 · 
Maagdenburg 1934 · 
Londen 1938 · 
Monte Carlo 1947 · 
Wenen 1950 · 
Turijn 1954 · 
Boedapest 1958 · 
Leipzig 1962 · 
Utrecht 1966 · 
Barcelona 1970 · 
Wenen 1974 · 
Jönköping 1977 · 
Split 1981 · 
Rome 1983 · 
Sofia 1985 · 
Straatsburg 1987 · 
Bonn 1989 · 
Athene 1991 · 
Sheffield 1993 · 
Wenen 1995 · 
Sevilla 1997 · 
Istanboel 1999 · 
Helsinki 2000 · 
Berlijn 2002 · 
Madrid 2004 · 
Boedapest 2006 · 
Eindhoven 2008 · 
Boedapest 2010 · 
Debrecen 2012 · 
Berlijn 2014 · 
Londen 2016 · 
Glasgow 2018 · 
Boedapest 2020 · 
Rome 2022

Kortebaan (25 meter):

Sprintkampioenschappen: Gelsenkirchen 1991 · 
Espoo 1992 · 
Gateshead 1993 · 
Stavanger 1994

Kortebaankampioenschappen: Rostock 1996 · 
Sheffield 1998 · 
Lissabon 1999 · 
Valencia 2000 · 
Antwerpen 2001 · 
Riesa 2002 · 
Dublin 2003 · 
Wenen 2004 · 
Triëst 2005 · 
Helsinki 2006 · 
Debrecen 2007 · 
Rijeka 2008 · 
Istanboel 2009 · 
Eindhoven 2010 · 
Szczecin 2011 · 
Chartres 2012 · 
Herning 2013 · 
Netanya 2015 · 
Kopenhagen 2017 · 
Glasgow 2019 · 
Kazan 2021 · 
Otopeni 2023